# Крісти
Крісти (словац. Kristy) — село в Словаччині в районі Собранці Кошицького краю. Село розташоване на висоті 108 м над рівнем моря. Населення — близько 300 чол. Вперше згадується в 1333 році. В селі є бібліотека.
1333 згадується як центр фарності Kerezthwt, 1427-го — Keresth, тоді нараховувало 18 дворів. В 1715—1720 село вилюдніло, лишилося 1 господарство. В документі 1772 року зоветься Križ. 1828 року в селі нараховувалося 32 будинки з 289 мешканцями. Протягом 1939—1944 років було окуповане угорськими військами.

## Населення
| Рік:            | 1994. | 2004.   | 2014.   | 2024.    |
| --------------- | ----- | ------- | ------- | -------- |
| Кількість осіб: | 290   | 307     | 311     | 343      |
| Різниця:        |       | +5,86 % | +1,30 % | +10,28 % |

| Рік:            | 2023. | 2024.   |
| --------------- | ----- | ------- |
| Кількість осіб: | 346   | 343     |
| Різниця:        |       | -0,86 % |